# دیوار لیندسای
دیوار لیندسای (انگلیسی: Lyndsay Wall؛ زادهٔ ۱۲ مهٔ ۱۹۸۵) بازیکن هاکی روی یخ اهل ایالات متحده آمریکا است.